# شبه ستاره

مقایسهٔ بزرگی این شبه ستارهٔ فرضی -
با چند شبه ستاره با بزرگ‌ترین ستارگان شناخته‌شده.

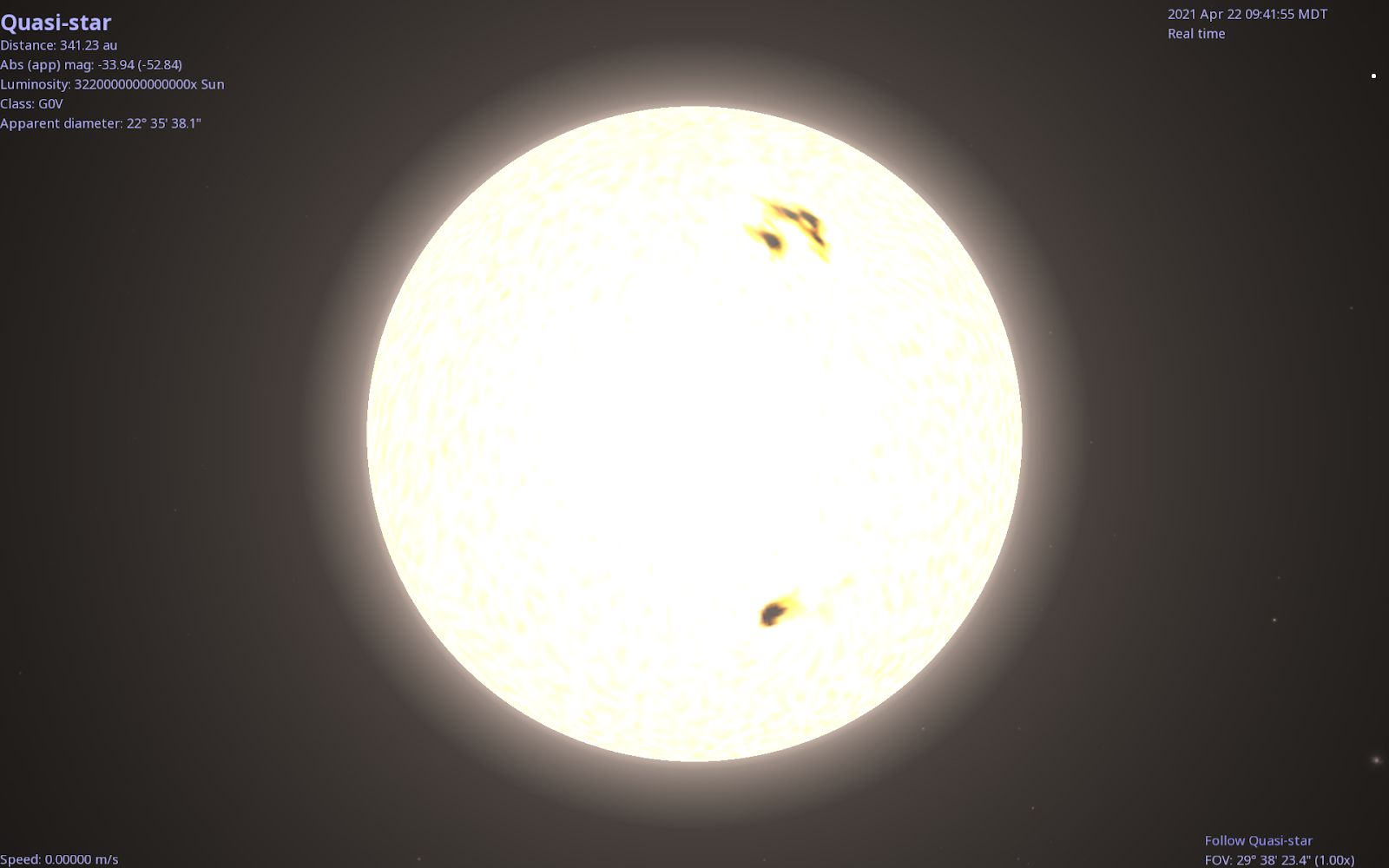
A quasi-star rendered with Celestia

شبه ستاره یا ستاره سیاه‌چاله (انگلیسی: Quasi-star) یک نوع فرضی از ستارهٔ بسیار پرجرم و درخشان است که ممکن است در اوایل تاریخ کیهان وجود داشته باشد. برخلاف ستارگان مدرن، که انرژی آنها از همجوشی هسته‌ای در هسته‌هایشان تأمین می‌شود، انرژی یک شبه ستاره از سقوط مواد در سیاه‌چاله‌ای در هستهٔ آن به دست می‌آید.

## پیدایش و ویژگی‌ها
شبه‌ستاره‌ها زمانی شکل می‌گرفتند که هستهٔ یک پیش‌ستارهٔ بسیار پرجرم فروپاشیده و به سیاه‌چاله تبدیل می‌شد. در این شرایط، لایه‌های بیرونی ستاره به دلیل جرم بسیار زیاد، تحت تأثیر انرژی عظیم آزادشده از سقوط مواد به سیاه‌چاله، باقی می‌ماندند و پراکنده نمی‌شدند. این فرآیند منجر به تشکیل یک شبه‌ستاره می‌شد که سیاه‌چالهٔ مرکزی آن، نیروی غالب در ساختار آن بود.
- جرم شبه‌ستاره‌ها می‌توانست به حدود ۱۰۰۰ برابر جرم خورشید برسد.
- ساختار آن شامل یک سیاه‌چاله مرکزی با لایه‌های گازی عظیم بود که انرژی خود را از برافزایش مواد به دست می‌آورد.

## اهمیت در کیهان‌شناسی
شبه‌ستاره‌ها نقش مهمی در توضیح چگونگی شکل‌گیری سیاه‌چاله‌های کلان‌جرم (Supermassive Black Holes) در اوایل تاریخ کیهان ایفا می‌کنند. این سیاه‌چاله‌ها که امروزه در مراکز کهکشان‌ها دیده می‌شوند، احتمالاً از طریق فرآیند برافزایش مواد در شبه‌ستاره‌های اولیه به وجود آمده‌اند.

## مقایسه با ستارگان امروزی
ستارگان امروزی انرژی خود را از طریق همجوشی هسته‌ای هیدروژن به هلیوم تولید می‌کنند. در مقابل، شبه‌ستاره‌ها انرژی خود را از طریق برافزایش مواد به درون سیاه‌چاله مرکزی تأمین می‌کردند. این تفاوت اساسی در منبع انرژی باعث شده که شبه‌ستاره‌ها به عنوان ساختارهایی منحصر به فرد و غیرمعمول در کیهان شناخته شوند.

## چالش‌های نظریه شبه‌ستاره‌ها
فرضیهٔ شبه‌ستاره‌ها با چالش‌هایی روبه‌رو است. یکی از این چالش‌ها دشواری مدل‌سازی دقیق رفتار سیاه‌چالهٔ مرکزی و تعامل آن با لایه‌های بیرونی گاز است. همچنین، نبود شواهد مستقیم از وجود شبه‌ستاره‌ها در مشاهدات کنونی کیهان، پذیرش این نظریه را محدود می‌کند. در عین حال، مدل‌های شبیه‌سازی عددی نشان داده‌اند که چنین ساختارهایی می‌توانند در شرایط خاصی در کیهان اولیه شکل گرفته باشند.

## سرنوشت شبه‌ستاره‌ها
عمر شبه‌ستاره‌ها کوتاه بود، زیرا سیاه‌چاله مرکزی به سرعت مواد اطراف خود را بلعیده و باعث فروپاشی ساختار ستاره می‌شد. در نهایت، سیاه‌چالهٔ کلان‌جرمی باقی می‌ماند که می‌توانست هستهٔ اولیه کهکشان‌ها را تشکیل دهد.